# Eduard Schreiber (Politiker, 1876)
Eduard Schreiber (* 14. August 1876 in Hanau; † 31. Juli 1945 ebenda) war ein deutscher Politiker (SPD).

## Leben
Schreiber wurde als Sohn eines Formers geboren. Nach dem Besuch der Volksschule war er als Goldarbeiter und Juwelenmonteur in Hanau tätig. Anfang der 1920er Jahre wurde er Mitglied der Handwerkskammer für den Regierungsbezirk Kassel.
Schreiber trat in die SPD ein und war von 1910 bis 1916 sowie erneut von 1919 bis 1921 Stadtverordneter in Hanau. Von 1919 bis 1921 war er für Hessen-Nassau Mitglied der Verfassunggebenden Preußischen Landesversammlung. Im Februar 1921 wurde er als Abgeordneter in den Preußischen Landtag gewählt, dem er bis 1924 angehörte. Im Parlament vertrat er den Wahlkreis 13 (Hessen-Nassau). Von 1930 bis 1932 war er Abgeordneter des Kasseler Kommunallandtages und des Provinziallandtages der Provinz Hessen-Nassau.